# Otoška jama
Otoška jama je krška jama koja je udaljena oko jedan kilometar od Postojnske jame, nedaleko od naselja Velikog Otoka.
Radi se o suhoj vapnenoj špilji koja je dio sustava Postojnske jame. Povezana je podzemnom rijekom Pivkom te se u njoj nalazi jedan od pristupa Postojnskoj jami. Jedna je od posebnih speleoloških atrakcija ovog sustava.
Jama je turističko izletište i otvorena je pristupu javnosti. 

## Poveznice
- Postojnska jama
- Pivka jama
- Črna jama